# میلیوویتسه
میلیوویتسه (به چکی: Milejovice) یک منطقهٔ مسکونی در جمهوری چک است که در ناحیه ستراکونیتسه واقع شده‌است. میلیوویتسه ۶٫۲۲ کیلومتر مربع مساحت و ۶۲ نفر جمعیت دارد و ۵۳۰ متر بالاتر از سطح دریا واقع شده‌است.